# Szemrany
Szemrany – album muzyczny nagrany przez zespół Koli i wydany w czerwcu 1999. Dotychczas jest jedyną płytą wydaną przez Koli.
W utworach można usłyszeć fragmenty m.in.:
- piosenki Marka Grechuty „Ważne są tylko te dni, których jeszcze nie znamy”
- wypowiedzi z filmu „Wniebowzięci”
- piosenki Grzesiuka „Rum Helka”
- pierwszego zdania zapisanego w języku polskim („Daj, ać ja pobruszę, a ty poczywaj”)

Niektóre utwory korespondują ze starymi warszawskimi piosenkami, np. Tingel Tangel jest odpowiedzią na piosenkę Stanisława Grzesiuka Apaszem Stasiek był. Natomiast Chama Koleje Losu opowiadają o rozwoju kariery Nikodema Dyzmy. Utwór Himila i Maklaka Pamięci Żałobny Rapsod w pełni nawiązuje do filmu Wniebowzięci, czerpiąc z niego niektóre cytaty będące wypowiedziami Zdzisława Maklakiewicza i Jana Himilsbacha.
W 1999 roku album uzyskał nominację do nagrody polskiego przemysłu fonograficznego Fryderyka w kategorii „najlepszy album rap/hip-hop”. 16 maja 2011 ukazało się wznowienie albumu w formatach CD oraz LP. Wersja CD zawiera wcześniej niepublikowany utwór – „Popłyniemy”.

## Lista utworów
1. Tramwaj Praga – Wola
2. Tingel Tangel (Stachu)
3. Oranżeria
4. Kukurydza
5. Ekwilibrystyka 1931
6. Wywiadówa
7. Poszłem do Sklepu (Szemrane Tango)
8. Jóźwa Butrym
9. Pocztówka z Państwa Środka
10. Chama Koleje Losu
11. Lao Che
12. La Kretino Maximale
13. Himila i Maklaka Pamięci Żałobny Rapsod
14. Kucze Kupa
15. Koncert i My
16. Chwała Rzplitej
17. Tango Spod Latarni
18. Koli Bat’ku Koli
19. Prokukurydza
20. Lao Che Akustycznie
21. Tango Oranżeria

| Reedycja |
| --- |
| 1. Tramwaj Praga - Wola 2. Poszłem do sklepu 3. Oranżeria 4. Kukurydza 5. Popłyniemy * 6. Ekwilibrystyka 1931 7. Wywiadówa 8. Tingel Tangel (Stachu) 9. Józwa Butrym 10. Pocztówka z państwa środka 11. Chama koleje losu 12. Lao Che 13. La Kretino Maximale 14. Himila i Maklaka pamięci żałobny rapsod 15. Kucze kupa 16. Koncert i my 17. Chwała Rzplitej 18. Tango spod latarni 19. Koli Bat’ku Koli 20. Prokukurydza 21. Lao Che Akustycznie 22. Tango Oranżeria |

## Muzycy
- Spięty Hubert – wokal, gitary, banjo, sampler, bas, wiolonczela
- Michał Splesz – wokal, instrumenty perkusyjne, bas
- Gustaw Pszczelarz – gramofony, sampler, skrecze

oraz:
- Rafał Świderski – dzwonki, instrumenty klawiszowe, gitara
- Rafał Borycki – bas
- Michał Warzycki – gitara
- Sławek Janowski – instrumenty klawiszowe